# شهرستان میدلسکس، جامائیکا
شهرستان میدلسکس (به انگلیسی: Middlesex County) یکی از سه شهرستان تاریخی جامائیکا است که در سال ۱۷۵۸ ایجاد شده و دارای پنج پریش می‌باشد. این شهرستان با مساحت ۵٬۰۴۱٫۹ کیلومترمربع و ۱٬۱۸۳٬۳۶۱ نفر جمعیت بزرگترین و پرجمعیت‌ترین شهرستان جامائیکا است.

## فهرست پریش
شهرستان میدلسکس با رنگ صورتی نشان داده شده است.
| شهرستان میدلسکس |                 |                   |                    |             |
| در نقشه         | پریش            | مساحت کیلومترمربع | جمعیت سرشماری ۲۰۱۱ | پایتخت      |
| ۶               | کلارندون        | ۱٬۱۹۶٫۳           | ۲۳۷٬۰۲۴            | می پن       |
| ۷               | پریش منچستر     | ۸۳۰٫۱             | ۱۸۵٬۸۰۱            | ماندویل     |
| ۸               | پریش سنت آن     | ۱٬۲۱۲٫۶           | ۱۶۶٬۷۶۲            | سنت آنز بی  |
| ۹               | پریش سنت کاترین | ۱٬۱۹۲٫۴           | ۴۸۲٬۳۰۸            | اسپنیش تاون |
| ۱۰              | پریش سنت ماری   | ۶۱۰٫۵             | ۱۱۱٬۴۶۶            | پورت ماریا  |
|                 | میدلسکس         | ۵٬۰۴۱٫۹           | ۱٬۱۸۳٬۳۶۱          |             |
|                 | جامائیکا total  | ۱۰٬۹۹۰٫۵          | ۲٬۶۰۷٬۶۳۱          | کینگستون    |